# Gigi Sammarchi
Pierluigi Sammarchi dit Gigi, né à Bologne (Émilie-Romagne) le 2 novembre 1949, est un acteur, humoriste et animateur de télévision italien.

## Biographie
Après avoir obtenu un diplôme en pédagogie, il entame une carrière dans le spectacle en donnant vie, avec Andrea Roncato, au duo Gigi et Andrea. Leurs premiers spectacles avec des chansons satiriques ont été présentés à l'Osteria delle Dame fréquentée par Francesco Guccini, qui a ensuite inclus certaines de ces chansons, telles que La fiera di San Lazzaro, dans son album Opera buffa. En 1977, il fait ses débuts sur la Rai avec l'émission liée à la Loterie italienne, Io e la Befana, aux côtés de Raimondo Vianello et Sandra Mondaini, tandis qu'en 1980, il fait partie de la distribution de C'era due volte, sous la direction d'Enzo Trapani. L'année suivante, il participe à l'émission Hello Goggi, animée par Loretta Goggi. En 1984, il connaît le succès sur Canale 5 pendant trois années consécutives grâce à Premiatissima, l'émission avec Johnny Dorelli et Ornella Muti, où, avec Andrea Roncato, il forme le sketch de la mère et de l'enfant.
En 1986, Gigi et Andrea font partie de la distribution de Grand Hotel, une émission télévisée réunissant de nombreux humoristes tels que Massimo Boldi, Massimo Ciavarro, Franco Franchi, Ciccio Ingrassia et Carmen Russo. En 1987, Gigi participe à l'émission Festival, animée par Pippo Baudo et Lorella Cuccarini.
De 1988 à 1990, il participe à la série télévisée Don Tonino, dans laquelle il joue le rôle du commissaire Sangiorgi. Quelques années plus tard, en 1992, il revient à la télévision avec Andrea Roncato pour animer l'émission de variétés estivale Il TG delle vacanze, puis ralentit progressivement ses apparitions télévisées jusqu'à sa retraite en 1995.
Après vingt ans d'absence au cinéma, il revient en 2008 pour jouer dans le film Benvenuti in amore (it) de Michele Coppini. Dix ans plus tard, il participe en tant qu'invité à un épisode de L'ispettore Coliandro, réalisé par Marco et Antonio Manetti.
Le 21 mars 2023, il est l'invité de Bellamà, une émission de télévision diffusée sur Rai 2, où il raconte quelques anecdotes de sa vie privée.

## Vie privée
Après un premier mariage en 1976 avec Patrizia Zecchi, il s'est marié une seconde fois en 1995 avec Patrizia Guzzi, connue en Espagne dans les années 1990 pour avoir fait partie du groupe Las Mamachicho.
Il vit actuellement à Marbella, en Espagne. Il déclare se consacrer à la lecture et au sport, en particulier aux marathons auxquels il participe et ne fait que des apparitions sporadiques dans les programmes télévisés.

## Filmographie

### Acteur de cinéma
- 1980 : Mon curé va en boîte (Qua la mano) de Pasquale Festa Campanile
- 1982 : Les Poids lourds (I camionisti) de Flavio Mogherini
- 1983 : Se tutto va bene siamo rovinati de Sergio Martino
- 1983 : Acapulco, prima spiaggia... a sinistra de Sergio Martino
- 1984 : L'allenatore nel pallone de Sergio Martino
- 1985 : I pompieri de Neri Parenti
- 1985 : Mezzo destro mezzo sinistro - 2 calciatori senza pallone de Sergio Martino
- 1987 : Il lupo di mare (it) de Maurizio Lucidi
- 1987 : Rimini Rimini de Sergio Corbucci
- 1987 : Tango blu d'Alberto Bevilacqua
- 1993 : Désir meurtrier (Graffiante desiderio) de Sergio Martino
- 1988 : Rimini Rimini - Un anno dopo (it) de Bruno Corbucci et Giorgio Capitani
- 2008 : Benvenuti in amore (it) de Michele Coppini